# Ginecomastia
Ginecomastia este mărirea necanceroasă a unuia sau ambilor sâni la bărbați. Uneori, termenul este folosit doar atunci când mărirea este rezultatul țesutului glandular și termenul pseudoginecomastie atunci când mărirea este rezultatul unui țesut adipos excesiv. Ocazional, poate fi însoțită de sensibilitate. Afecțiunea poate duce la suferință psihologică.
Ginecomastia poate fi normală la nou-născuți ca urmare a expunerii la estrogenul mamei, în timpul pubertății și la bărbații în vârstă. Aceste cazuri nu necesită în general examinări suplimentare. De asemenea, afecțiunea poate fi asociată cu obezitatea, bolile hepatice, insuficiența renală, anumite tipuri de cancer, bolile tiroidiene, anumite medicamente și droguri recreaționale, sindromul Klinefelter și malnutriția. Mecanismul de bază implică adesea creșterea nivelului de estrogen sau scăderea nivelului de androgen.
Cazurile care apar la pubertate se rezolvă în general în maximum doi ani și necesită doar simpla liniștire a persoanei în cauză. Afecțiunea se rezolvă, de asemenea, în mod obișnuit dacă este abordată cauza de bază. Medicamentele precum tamoxifenul sau clomifenul sunt eficace atunci când sunt utilizate într-un stadiu incipient. În cazurile de lungă durată, intervenția chirurgicală, cum ar fi liposucția sau excizia chirurgicală, reprezintă singura opțiune eficace.
Ginecomastia afectează aproximativ 35% dintre bărbați și este cel mai frecventă la cei cu vârste între 50 și 69 de ani. Până la 90% dintre nou-născuți și 60% dintre băieți în perioada pubertății prezintă această afecțiune. Este cel mai frecvent motiv pentru care bărbații solicită asistență medicală privind o problemă la nivelul sânului. Descrierea afecțiunii datează din secolul al II-lea, fiind realizată de către Galen.